# 杉村大八
杉村 大八（すぎむら だいはち、1850年（嘉永3年10月）- 1893年（明治26年）7月9日）は、日本の政治家。初代熊本市長（1期）、草創期の熊本市政を築いた。

## 生涯
家禄300石の熊本藩士の長男として熊本城下山崎町（現在の熊本市中央区山崎町）に生まれた。文久2年（1862年）5月に父杉村大助より家督を継ぐ。藩校時習館で学んだ後、肥後藩兵を経て、飽田郡役所、八代郡役所、天草郡役所、熊本区役所などの廃藩置県後の熊本各所の役所で書記を務めた。
明治22年（1889年）4月1日に熊本区が熊本市へと発足した。同年4月26日に市長と助役を選ぶ市会内での選挙で、杉村大八は27票を獲得し、第一市長候補として内務大臣松方正義に建言された。5月14日に開会された熊本市会で、5月6日付で内務大臣より熊本市長に裁決許可され、議会内において私心や党派間の争いがなく熊本市民のための行政運営を行う抱負を述べ、就任した。市長就任して間もない7月に土砂崩れや金峰山地震などが発生し、災害からの復旧に取り組んだ。市内の学舎や道路整備に努め、草創期の熊本市政に尽力した。在任中、慢性腹膜炎を患い、兵庫県須磨の病院に入院するものの、明治26年（1893年）に死去した。享年44歳。熊本市会より弔慰金300円が贈呈される。